# Peniagone anamesa
Peniagone anamesa is een zeekomkommer uit de familie Elpidiidae.
De wetenschappelijke naam van de soort werd in 1920 gepubliceerd door Austin Hobart Clark.